# Solarna konstanta
Solárna konstánta je gostota svetlobnega toka Sončevega elektromagnetnega sevanja (izsev (svetlobni tok) na enoto površine), merjena na zunanjem robu Zemljinega ozračja v ravnini pravokotni na sevanje, na razdalji 1 astronomske enote. Solarna konstanta vsebuje vse Sončevo sevanje, ne le vidno svetlobo. S sateliti izmerjena srednja vrednost je:
{\displaystyle j_{\odot }\approx 1366\ \mathrm {W/m^{2}} \!\,.}
Prek leta se spreminja za približno 6,9 %, od 1412 W/m2 zgodaj januarja (za +3,3 % v prisončju) do 1321 W/m2 zgodaj julija (za -3,4 % v odsončju), zaradi spreminjanja Zemljine razdalje do Sonca. Tudi v dolgem časovnem obdobju solarna konstanta ni konstanta (glej Sončeva dejavnost).
Solarno konstanto je leta 1884 poskušal izmeriti Langley z Mount Whitneyja v Skalnem gorovju v Kaliforniji. Vrednosti je odbiral skozi ves dan, s čimer je poskušal odstraniti absorpcijo svetlobe v ozračju. Izmeril je nepravilno vrednost 2903 W/m2, verjetno zaradi napake pri računanju. Med letoma 1902 in 1957 so Abbot in drugi na različnih nadmorskih višinah našli vrednosti od 1322 do 1465 W/m2. Abbot je pokazal, da Langleyjevi popravki niso bili pravilno vzeti, in je bila njegova vrednost med 1318 in 1548 W/m2.
Solarna konstanta da vrednost za Sončev izsev:
{\displaystyle L_{\odot }=j_{\odot }S=j_{\odot }4\pi a_{0}^{2}=1366\cdot 4\cdot \pi \cdot 149597870660^{2}=3,841593\cdot 10^{26}\ \mathrm {W} \!\,,}
kjer je {\displaystyle a_{0}\!\,} astronomska enota, srednja razdalja Zemlje od Sonca.

## Solarna konstanta za planete
| planet  | srednja razdalja [a.e.] | povprečna je [W / m2] | je {\displaystyle \left(j_{\odot }=1\right)} |
| ------- | ----------------------- | --------------------- | -------------------------------------------- |
| Merkur  | 0,387098                | 9116                  | 6,673080                                     |
| Venera  | 0,723332                | 2611                  | 1,911142                                     |
| Zemlja  | 1                       | 1366                  | 1                                            |
| Mars    | 1,523679                | 588                   | 0,430706                                     |
| Cerera  | 2,765956                | 179                   | 0,130701                                     |
| Jupiter | 5,204267                | 50                    | 0,036919                                     |
| Saturn  | 9,582017                | 15                    | 0,010891                                     |
| Uran    | 19,229412               | 3,7                   | 0,002704                                     |
| Neptun  | 30,103662               | 1,5                   | 0,001103                                     |
| Pluton  | 39,481687               | 0,9                   | 0,000641                                     |
| Erida   | 67,6681                 | 0,3                   | 0,000218                                     |